# Bergumermeer
Het Bergumermeer (Fries en officieel: Burgumer Mar, [börgəmər’mar]) is een meer in de provincie Friesland (Nederland), ten oosten van Bergum. Het is een populair watersportgebied met verschillende jachthavens. 
Het Prinses Margrietkanaal verdeelt het meer in een noordelijk en een zuidelijk deel. Dit kanaal volgt deels de route van het oude Kolonelsdiep, dat het Bergumermeer met Briltil en zo Groningen met Leeuwarden verbindt over het water. Het vaarwater in zuidelijke richting sluit aan op het gekanaliseerde riviertje De Lits dat naar De Leijen voert. Het vaarwater in noordelijke richting sluit aan op de Swemmer naar Dokkumer Nieuwe Zijlen en Kollum.
Aan de noordzijde van het meer ligt de Centrale Bergum; een gascentrale, die zijn koelwater betrekt uit het meer.
Naar het Bergumermeer is het zeilboottype BM genoemd, dat werd ontworpen door Hendrik Bulthuis, inwoner van Bergum.

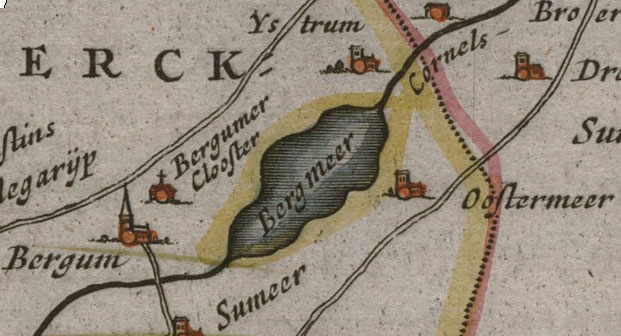
Het "Bergmeer" op een oude kaart van Friesland uit 1630 "Frisia occidentalis"
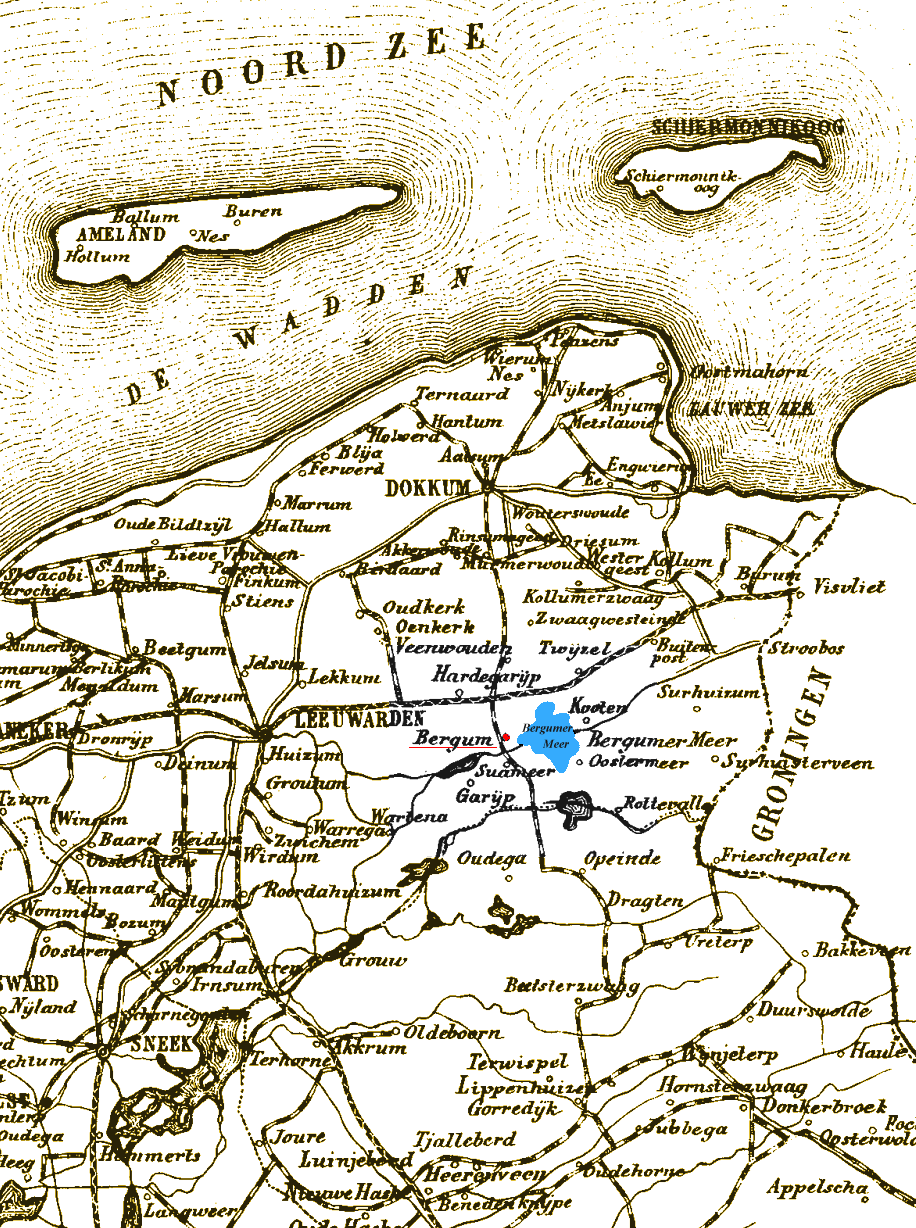
Bergumermeer op een kaart uit 1868